# Ruđer Josip Bošković
Ruđer Josip Bošković, född 18 maj 1711 i Ragusa (idag Dubrovnik i Kroatien), död 12 februari 1787 i Milano, var en ragusinsk filosof och matematiker.
Bošković var det sjunde barnet till Nikola Bošković och Paola Bettera. Fadern var kroat och kom från byn Orahov Do i dagens Bosnien-Hercegovina och flyttade till Ragusa där han träffade modern. Ruđers mor, Paola, tillhörde den väletablerade ragusiska familjen Bettera som ursprungligen hade sina rötter i norra Italien.
Uppfostrad i jesuitorden, blev Bošković 1740 lärare i matematik och filosofi i Collegium romanum. Av påven fick han i uppdrag att undersöka möjligheten av att restaurera Peterskyrkans kupol samt att göra meridianmätningar i Kyrkostaten. Efter studieresor i Europa blev han 1764 professor i Pavia, sedan i Paris och slutligen i Milano, där han – delvis med egna medel – grundade ett astronomiskt observatorium. Efter jesuitordens upphävande 1773 återvände Bošković till Paris, där han av kungen fick en årspension samt anställning som direktör vid flottans optiska avdelning. På grund av misshälligheter med de franska encyklopedisterna flyttade Bošković till Bassano del Grappa, där han sysslade med utgivning av sina skrifter.

## Eftermäle
Asteroiden 14361 Boscovich är uppkallad efter honom.